# Karim Mossaoui
Karim Mossaoui (Rotterdam, 27 februari 1988) is een voormalig Nederlands profvoetballer die als middenvelder speelde. Hij speelde in het profvoetbal en werd nadien Nederlands zaalvoetbalinternational.

## Loopbaan
Mossaoui werd door SBV Excelsior weggeplukt bij de amateurs van Spartaan '20. In september 2008 debuteerde de middenvelder, die het vooral van zijn techniek moet hebben, voor Excelsior tegen Go Ahead Eagles. Ruim een jaar later, op 18 september 2009 maakt hij zijn eerste doelpunt als prof tegen MVV. In 2011 speelde hij op huurbasis voor Fortuna Sittard waarna zijn contract bij Excelsior in de zomer van 2011 afliep. Hierna ging hij in de Bulgaarse tweede klasse spelen bij Etar Veliko Tarnovo waar hij na een half jaar vertrok omdat hij niet betaald werd.
In het seizoen 2012/13 speelt hij voor Helmond Sport. Hij kon op amateurbasis een contract verdienen. Nadat dat niet gelukt was, verliet hij Helmond na een half seizoen. 
In januari 2013 sloot Mossaoui aan bij zaalvoetbalclub TPP-Rotterdam. Hij werd in december 2013 Nederlands zaalvoetbalinternational  en nam in 2014 deel aan het Europees kampioenschap zaalvoetbal. In 2015 ging Mossaoui naar Hovocubo waarmee hij in 2018 en 2019 landskampioen werd en in 2018 ook de KNVB beker won. Mossaoui werd uitgeroepen tot beste speler van de Eredivisie 2015/16. In de tussentijd was hij ook weer op het veld actief bij FC IJsselmonde. In augustus 2019 ging Mossaoui in de Indonesische zaalcompetitie voor Bintang Timur Surabaya spelen.

## Statistieken
| Seizoen         | Club                | Competitie      | Wedstrijden | Doelpunten |
| --------------- | ------------------- | --------------- | ----------- | ---------- |
| 2008/09         | Excelsior           | Eerste divisie  | 14          | 0          |
| 2009/10         | Excelsior           | Eerste divisie  | 20          | 1          |
| 2010/11         | Excelsior           | Eredivisie      | 0           | 0          |
| 2010/11         | Fortuna Sittard     | Eerste divisie  | 12          | 0          |
| 2011/12         | Etar Veliko Tarnovo | B Grupa         | 3           | 0          |
| 2012/13         | Helmond Sport       | Eerste divisie  | 3           | 0          |
| Carrière totaal | Carrière totaal     | Carrière totaal | 52          | 1          |